# Sotragero
Sotragero é um município da Espanha na província de Burgos, comunidade autónoma de Castela e Leão, de área 5,60 quilômetros quadrados com população de 260 habitantes (2007) e densidade populacional de 35,18 hab/km².

## Demografia
| Variação demográfica do município entre 1991 e 2004 | Variação demográfica do município entre 1991 e 2004 | Variação demográfica do município entre 1991 e 2004 | Variação demográfica do município entre 1991 e 2004 |
| --------------------------------------------------- | --------------------------------------------------- | --------------------------------------------------- | --------------------------------------------------- |
| 1991                                                | 1996                                                | 2001                                                | 2004                                                |
| 122                                                 | 157                                                 | 164                                                 | 197                                                 |